# Cofradía del Divino Cautivo (Madrid)

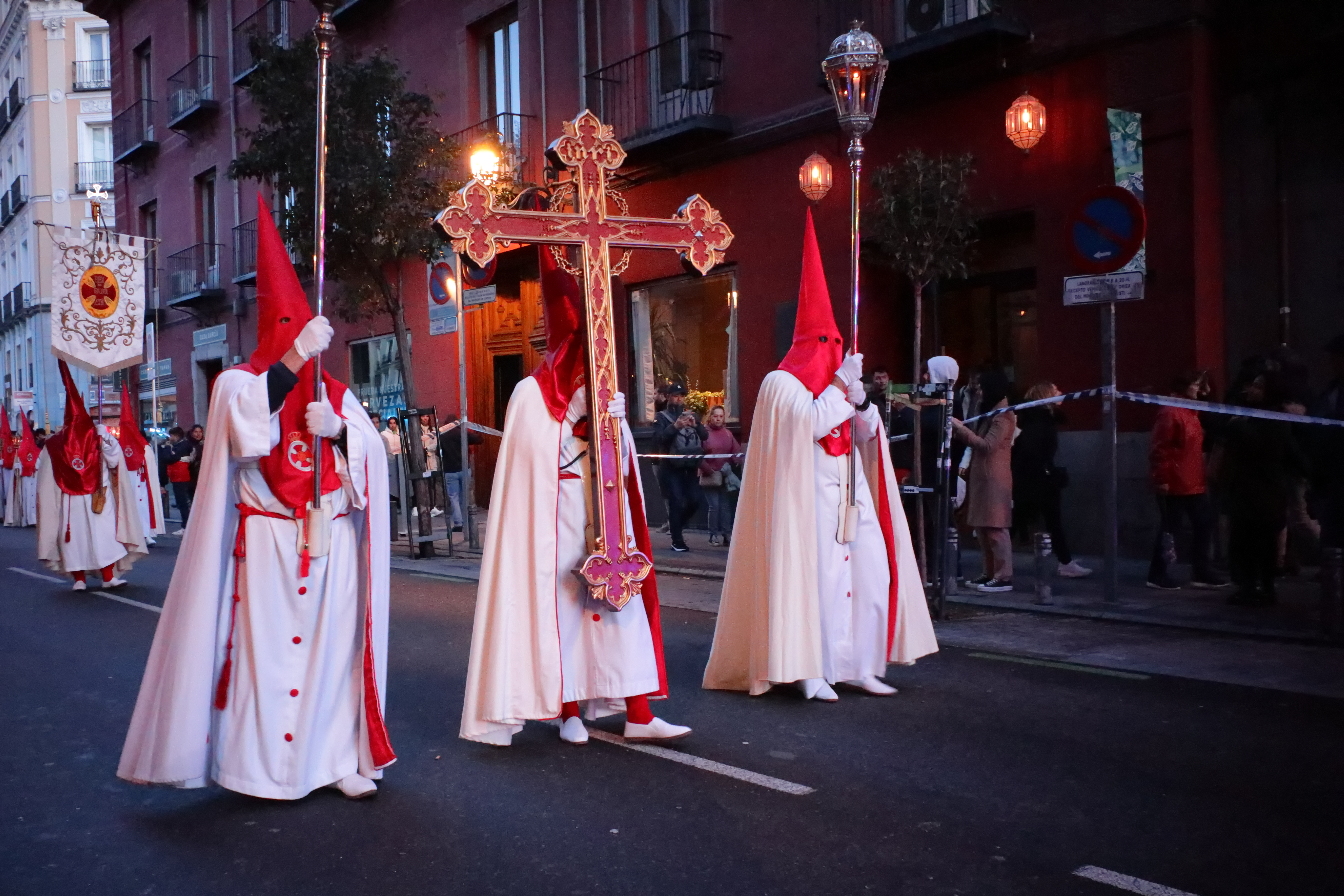
Procesión de la Hermandad en la Semana Santa de 2024.

La Real Hermandad y Cofradía de Nazarenos de Nuestro Padre Jesús "El Divino Cautivo" (abreviado Cofradía del Divino Cautivo) de Madrid (España) fue fundada en el año 1944 en el Colegio Calasancio de la capital, tras la devolución del centro que, con motivo de la Guerra Civil, había sido la cárcel de Porlier. El acto fundacional tuvo lugar el 10 de marzo, con alumnos del centro y antiguos presos, y el día 30 de ese mismo mes se celebró la primera procesión.
El titular, El Divino Cautivo, es obra de Mariano Benlliure que fue además Hermano Mayor de la Cofradía y uno de los miembros fundadores de la misma. Se trata de la única imagen de Madrid que sale en procesión dos veces durante la Semana Santa; el Jueves Santo y el Viernes Santo. El Jueves Santo parte del Colegio Calasancio saliendo por el barrio de Salamanca. La salida procesional del Jueves Santo se lleva efectuando desde 1951. El Viernes Santo sale de la céntrica parroquia de San Sebastián. El Divino Cautivo lleva saliendo el Viernes Santo desde 1945, aunque hasta 1993 salía formando parte de la Procesión del Silencio. Desde el 1994 lo viene haciendo sola. 
Los nazarenos que integran la cofradía llevan túnica, capa y guantes blancos siendo el capirote y antifaz rojo. La imagen titular se encuentra en la capilla del Divino Cautivo dentro del edificio del colegio Calasancio. Está imagen es portada por anderos, anteriormente era llevado sobre ruedas. 

## Características de la imagen

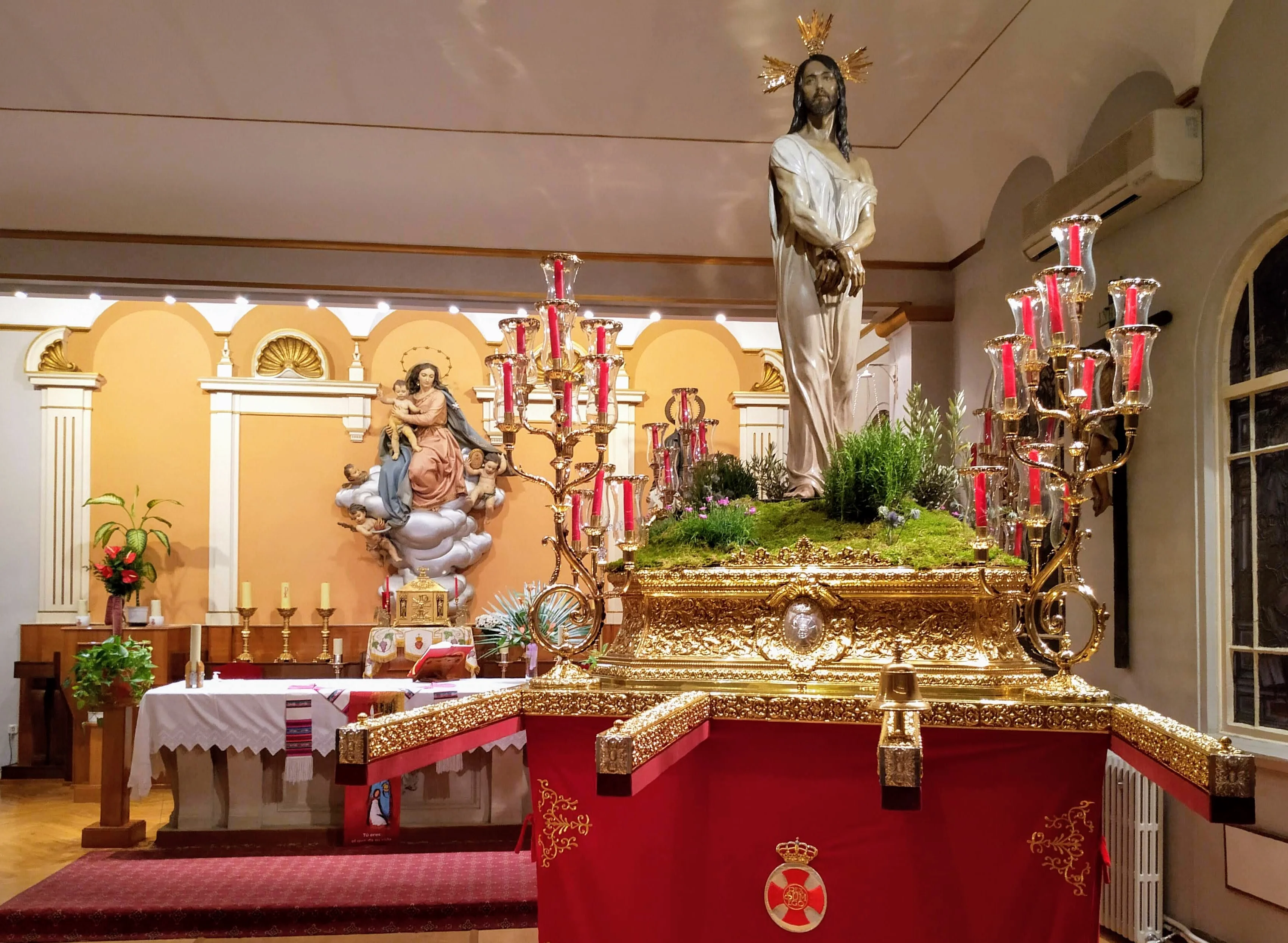
Paso de "El Divino Cautivo", en su capilla, situada dentro del Colegio Calasancio de Madrid.

La talla del Divino Cautivo, del año 1944, fue realizada por el escultor Mariano Benlliure, autor de otras obras como el monumento al General Martínez Campos en el Parque del Retiro. La talla, artísticamente hablando, es de gran calidad. Está esculpida en madera de nogal presentando una altura de 180 centímetros. Está imagen representa a Nuestro Señor Cautivo ante Pilatos. El Señor está representado como un hombre muy fuerte, con espaldas anchos y brazos y manos muy musculados, propios de un carpintero. Nuestro Señor está vestido con una sencilla túnica blanca y coronado con tres potenciales de plata. Tiene pelo largo y barba, nariz larga semítica. Sus ojos son oscuros y de una profundidad y serenidad que impresiona, lo que ocasiona que su mirada sea muy atrayente. Sus manos se encuentran atadas por una cuerda como si se tratara de un vándalo o un ladrón.

## El paso
En 2020, con motivo del 75 aniversario de su primera salida procesional, la hermandad estrenó un nuevo paso portado sobre andas, con la colaboración de una cuadrilla de 40 anderos. 